# Fiat G.91
Fiat G.91 byl lehký proudový bitevní letoun vyvinutý italskou firmou Fiat Aviazione.

## Vývoj

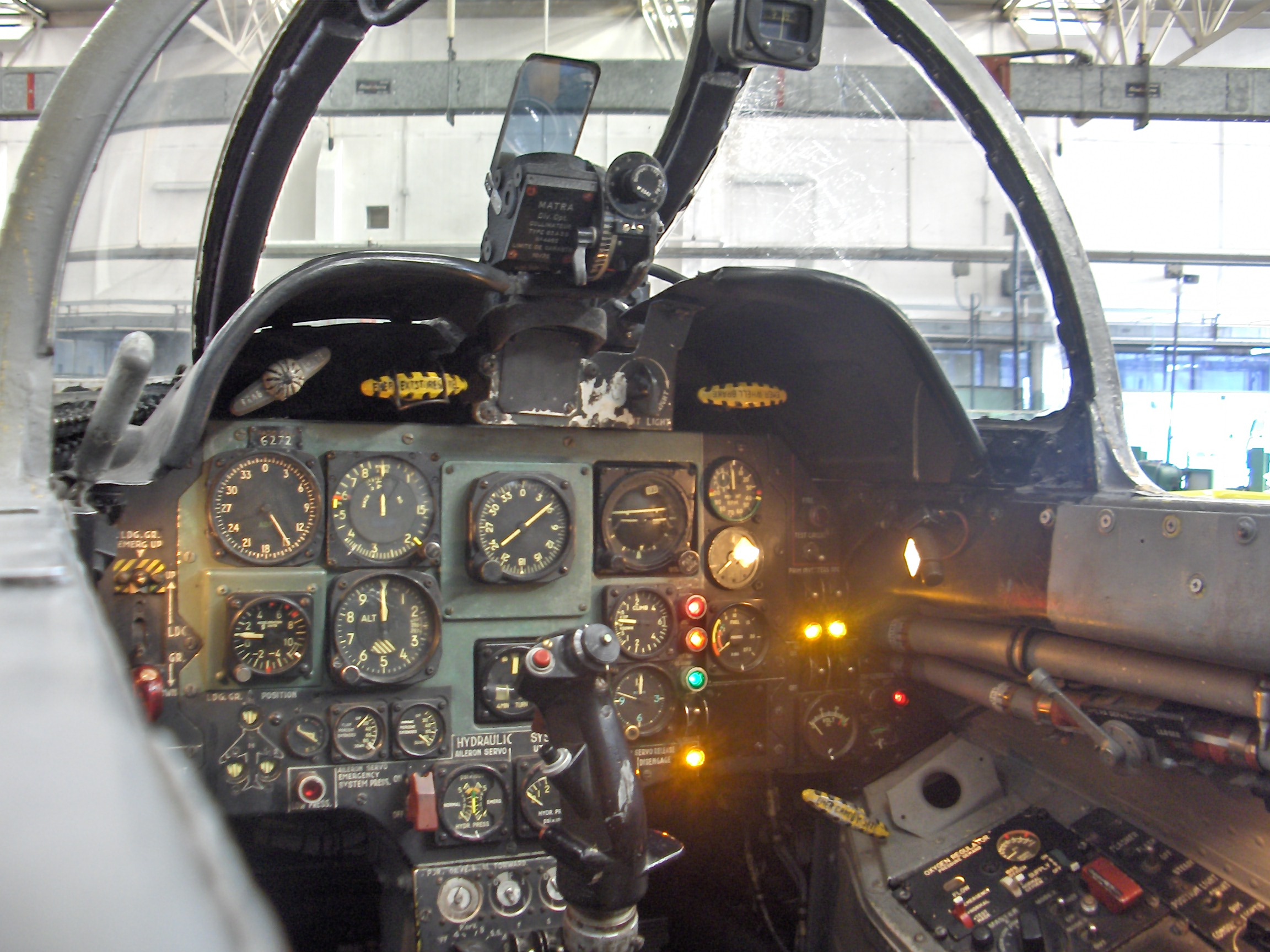
Kokpit letounu G-91 R1 v Udine

Projekt G.91 vznikl v roce 1953 jako reakce na výběrové řízení NATO za účelem sjednocení leteckého parku jeho členských států. Požadavek zněl na konstrukčně robustní stíhací bombardér, nenáročný na údržbu, se schopností operovat z kvalitativně horších VPD. G.91 vycházel z typu North American F-86 Sabre,[ujasnit][zdroj⁠?!] který tehdy společnost FIAT montovala z dílů dodávaných z USA.
Krátce po zalétání prototypu 9. srpna 1956 na továrním letišti Caselle u Turína se stroji za letu utrhly ocasní plochy, nastalo tedy zdržení s přestavbou druhého prototypu, který byl zalétán v červenci 1957. Měl instalovanou pohonnou jednotku Bristol BOr.3 Orpheus o tahu 21,59 kN oproti BOr.1 o 18,04 kN u prvního prototypu. Došlo tak ke zlepšení výkonů a letových vlastností.

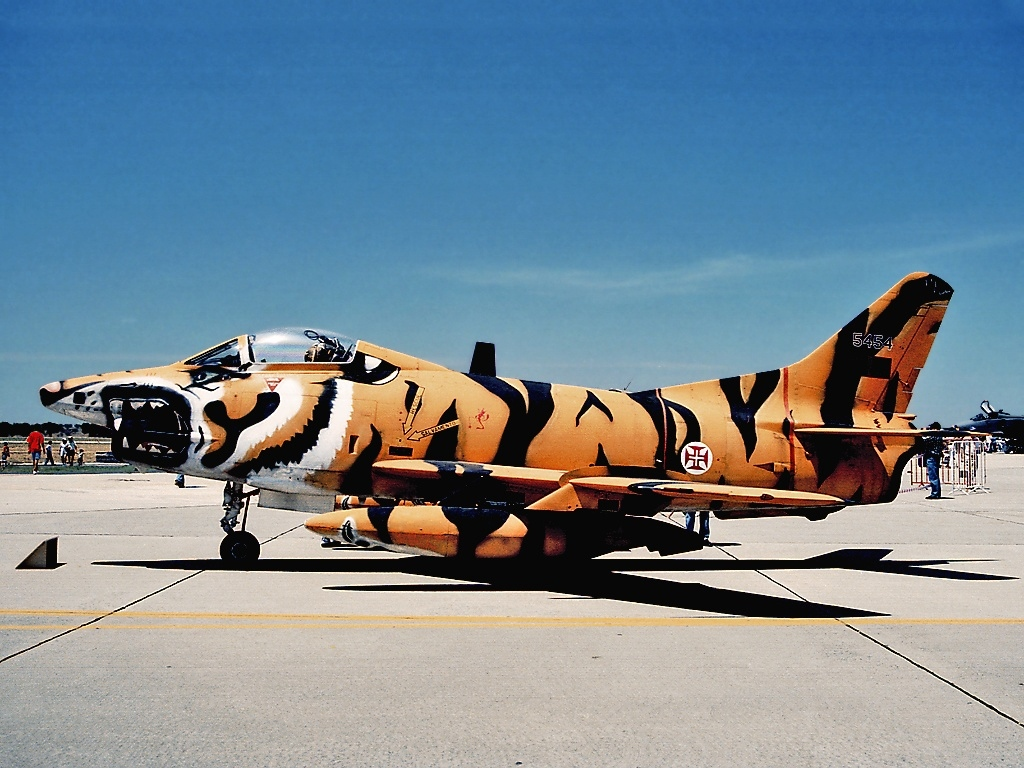
Fiat G-91R-3, Portugalsko

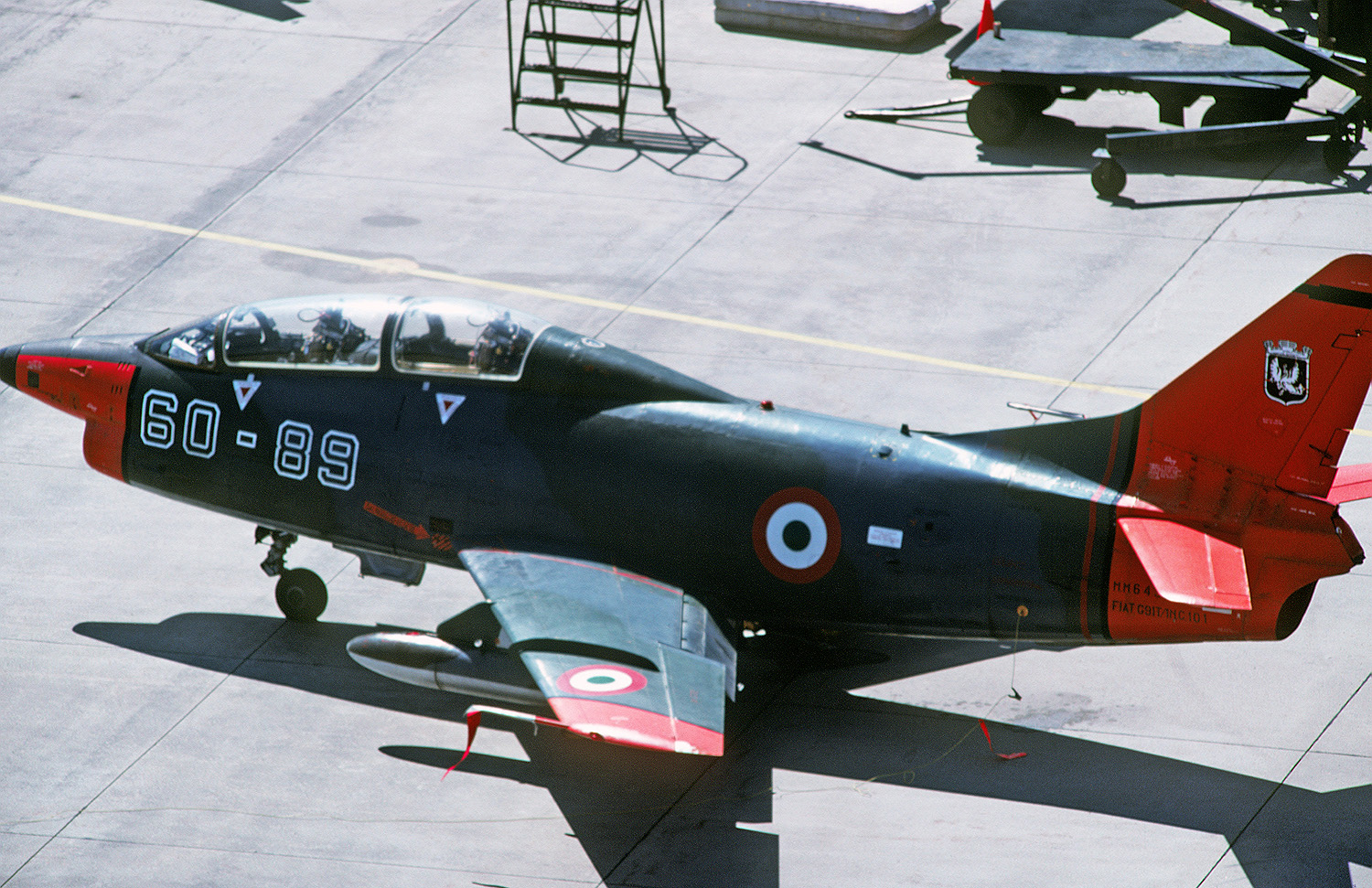
Italský cvičný Fiat G.91T 60° Stormo (60. křídlo) na základně Bitburg, Severní Porýní-Vestfálsko, Německo, 1988

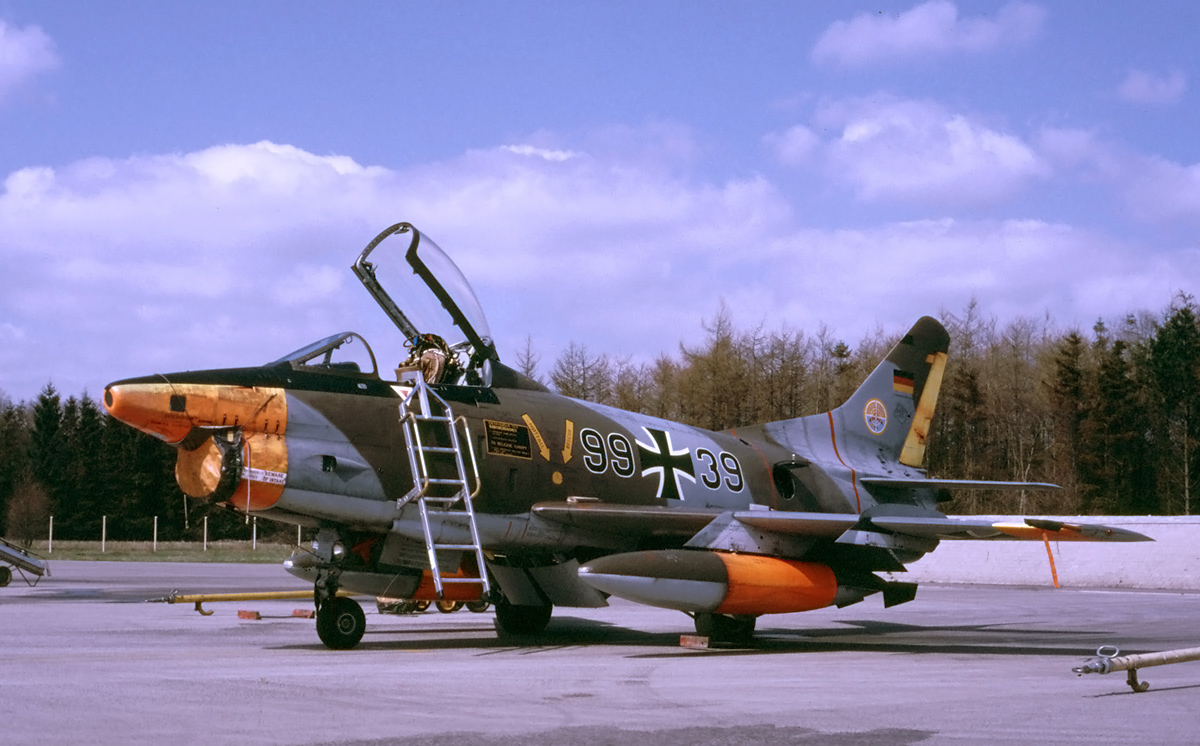
Německý G.91 vybavený pro vlečení vzdušných terčů na základně Hohn, Šlesvicko-Holštýnsko, Německo, duben 1986

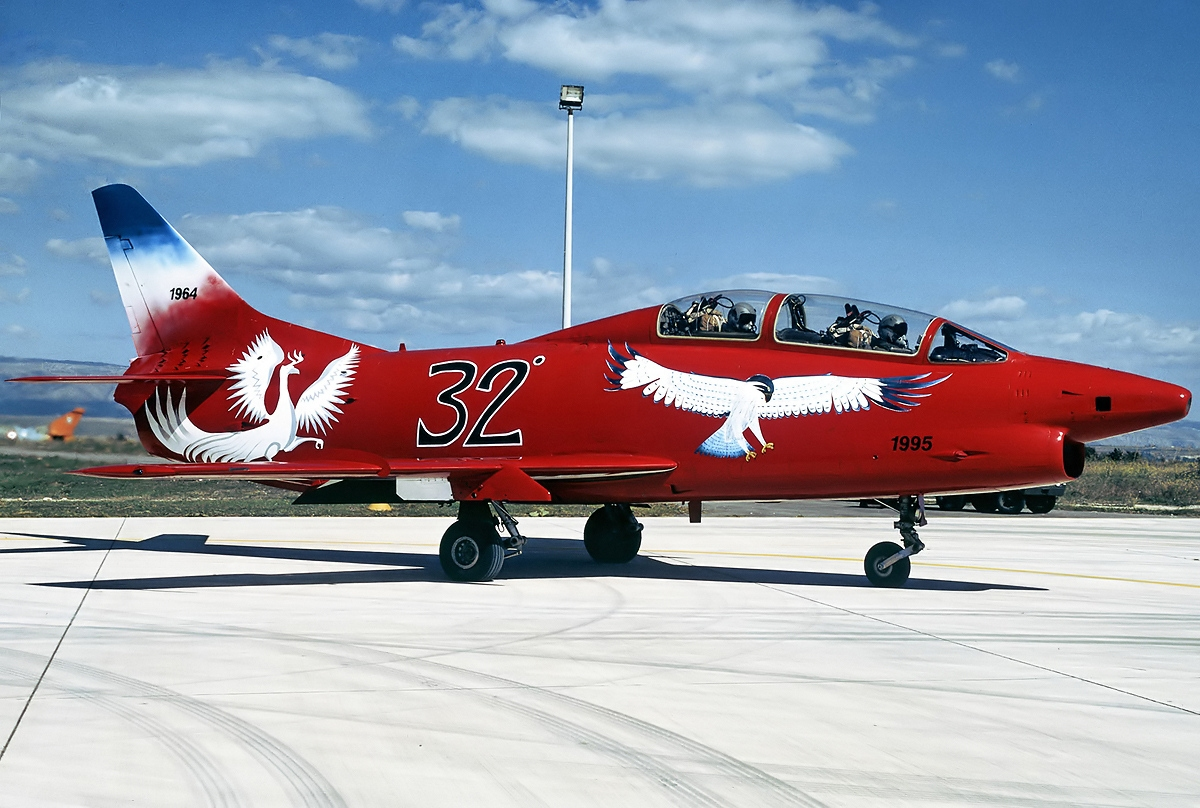
Fiat G91T-1, Aeronautica Militare

Pro nezájem kontinentálních států NATO o letoun Fiat G.91 se jeho sériová výroba zahájená v roce 1959 soustředila na objednávky Itálie a NSR. Stroje Aeronautica Militare nesly označení G.91R-1 (22 kusů), G.91R-1A (25 kusů) s modernizovanou avionikou a G.91R-1B (50 kusů) se zesíleným drakem, které byly vyrobeny v celkovém počtu 97 exemplářů. Produkce dále zahrnovala 101 dvoumístných prodloužených bojově cvičných letounů Fiat G.91T-1 (zálet v roce 1960). Motory Bristol-Siddeley 803 Orpheus o tahu 22,22 kN vyráběl v licenci FIAT. Výzbroj tvořila čtveřice pevných kulometů M-3 ráže 12,7 mm, dva vnitřní pylony pro závěsné zbraně nebo nádrže unesly 227 kg a dva vnější 113 kg. V přídi byly zabudovány tři fotografické přístroje.
Předsériové a první sériové letouny G.91R-1 byly dodávány nejprve ke 103° Gruppo Caccia Bombardiery dislokované na základně Miramare u Rimini. Následně byly dodány také 14° Gruppo. V dubnu 1965 na G.91R-1 přešlo také 13° Gruppo na základně Treviso a později v Brindisi.
Italské letectvo vytvořilo ze 16 strojů ověřovací série reprezentační akrobatickou skupinu Pattuglia Acrobatica Nazionale (313° Gruppo Addestramento Acrobatico, Frecce Tricolori) se sídlem v Rivoltě, jejíž Fiaty bez výzbroje a s upravenými motory byly označeny G.91PAN. Tým na tomto typu létal do roku 1982, kdy převzal nové cvičné Aermacchi MB-339PAN.
Luftwaffe odkoupila nejprve přímo z Itálie 50 jednomístných letounů série G.91R-3, následně pak 44 dvoumístné bojově cvičné G.91T-3. Jejich hlavňová výzbroj se skládala ze dvou kanónů DEFA 5-52 ráže 30 mm, každý se zásobou 125 nábojů. Dalších 295 kusů G.91R-3 a T-3 pak do roku 1973 postavilo v licenci sdružení firem Messerschmitt, Heinkel a Dornier, zatímco na výrobě motorů se podílel MAN a FIAT. Rovněž německá verze nesla označení G.91R-3 a vedle detailů ve vybavení se odlišovala i silnější konstrukcí křídla, takže i na vnějších závěsech mohla nést náklady do hmotnosti 454 kg. NSR převzala také sérii 50 letounů G.91R-4 určenou původně pro Řecko, které ji však nepřijalo. Řecké vojenské letectvo v roce 1961 testovalo pouze jeden exemplář.
Dalším zákazníkem se stalo v polovině 60. let Portugalsko, které je bojově nasadilo ve svých koloniích v Africe.
Od prosince 1966 společnost FIAT testovala dvoumotorový prototyp Fiat G.91Y s dvojicí pohonných jednotek General Electric J85-GE-13A po 18,13 kN, uložených vedle sebe v rozšířeném trupu. V letech 1971-76 vojenské letectvo Itálie odebralo 45 strojů, které namísto kulometů nesly dva kanóny DEFA 552. Trup letounu G.91Y vycházel ze základního trupu cvičného G.91T, u kterého byla zadní kabina odstraněna a nahrazena další palivovou nádrží. Kapacita paliva tak byla dvojnásobná než u předcházejících jednomístných verzí.

## Uživatelé
Německo
- Německé letectvo (Luftwaffe)

 Řecko
- Řecké letectvo testování čtyř letadel v provozu, ale vyřazeny.

 Itálie
- Italské letectvo používalo 31 letadel Fiat G.91, 97 Fiat G.91R a 103 Fiat G.91T/1, vyřazeny v roce 1995[1]
  - Frecce Tricolori

 Portugalsko
- Portugalské letectvo (1966–1993)

 USA
- Americká armáda – test dvou letadel (1 G.91R/1, 1 G.91R/3) v roce 1961.[2]

## Specifikace (G.91R)

Nákres G.91R-3

### Technické údaje
- Posádka: 1
- Rozpětí: 8,56 m
- Délka: 10,3 m
- Výška: 4,0 m
- Nosná plocha: 6,4 m²
- Hmotnost prázdného letounu: 3 100 kg
- Vzletová hmotnost:5 440 kg
- Maximální vzletová hmotnost: 5 500 kg
- Pohonná jednotka: 1× proudový motor Bristol Siddeley Orpheus 803 o tahu 22,2 kN

### Výkony
- Maximální rychlost: 1 075 km/h (580 kn, 668 mph)
- Dolet: 1 150 km
- Bojový rádius: 750 km[3]
- Operační dostup: 13 100 m
- Počáteční stoupavost: 30 m/s
- Plošné zatížení: 331 kg/m²
- Poměr tah/hmotnost: 0,42

### Výzbroj
- Kanony: 4× kulomet M3 Browning ráže 12,7 mm (0.50 in) nebo 2× 30mm kanon DEFA (pouze Luftwaffe G.91R/3)
- Závěsy: 4× pylon pod křídly o nosnosti 680 kg (1,500 lb) pro G.91R/3 & R/4 a 500 kg (1,100 lb) pro G.91R/1 a možnosti kombinace
  - Rakety: 2× kontejnery Matra (každý s 19× raketou SNEB ráže 68 mm); nebo 18× raketa Hispano SURA R80 ráže 80 mm
  - Pumy: Široké spektrum zbraní vzduch-země včetně neřízených železných pum
  - Ostatní:zbraňové kontejnery nebo přídavné nádrže pro větší dolet